# Classe Typhoon

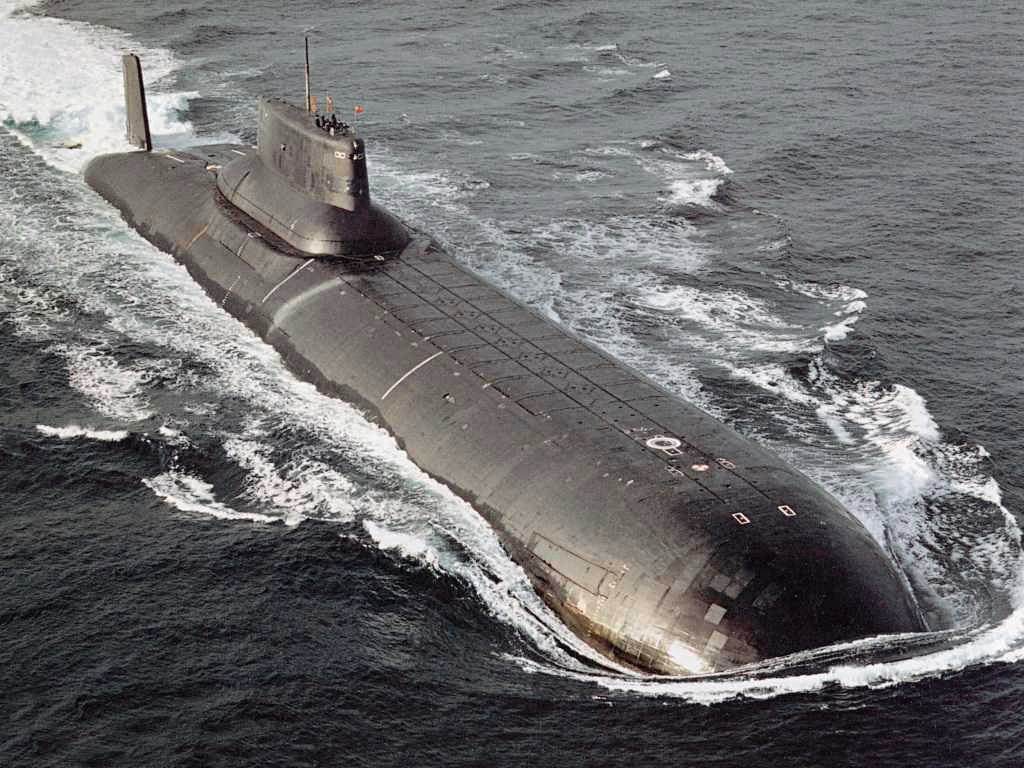
Submarino Arkhangelsk a caminho de uma missão

Este artigo é sobre a classe de submarinos lançadores de mísseis balísticos soviéticos/russos com o nome de relatório da OTAN "Typhoon", mas com o nome nativo "Akula". Para a classe de submarinos com o nome de relatório da OTAN "Akula", veja submarino da classe Akula.

## Sobre o nome
O Projeto 941 "Akula" (Акула, que significa "tubarão", nome da OTAN: Typhoon) foi uma classe de submarinos nucleares de mísseis balísticos (SSBN) desenvolvidos pela União Soviética durante a Guerra Fria. Com um deslocamento submerso de cerca de 48.000 toneladas (47.000 toneladas longas), são os maiores submarinos já construídos, projetados para acomodar confortavelmente uma tripulação de 160 pessoas em missões de vários meses. A origem do nome dado pela OTAN permanece incerta, embora frequentemente se afirme que esteja relacionada ao uso da palavra "typhoon" ("тайфун") pelo secretário-geral Leonid Brejnev, do Partido Comunista, em um discurso de 1974, ao descrever um novo tipo de SSBN, como uma reação ao novo submarino da classe Ohio da Marinha dos Estados Unidos.
A Marinha Russa cancelou seu programa de modernização em março de 2012, afirmando que modernizar um submarino da classe Typhoon seria tão caro quanto construir dois novos submarinos da classe Borei. Um total de seis submarinos da classe Typhoon foi construído, e um sétimo foi iniciado, mas nunca concluído.
Três submarinos foram descomissionados nos anos 1990 e desmantelados nos anos 2000. Outros dois foram descomissionados durante os anos 2000 e estão atualmente inativos.
Com o anúncio de que a Rússia eliminou os últimos mísseis balísticos lançados por submarino R-39 Rif (SS-N-20 "Sturgeon") em setembro de 2012, apenas um Typhoon permaneceu em serviço, o Dmitriy Donskoi, que foi modernizado com o mais moderno míssil RSM-56 Bulava para fins de teste.
Ele permaneceu em serviço até fevereiro de 2023, quando foi oficialmente descomissionado.

## Descrição
Submarinos nucleares soviéticos, e posteriormente russos, são identificados pela letra "K" seguida de um número (por exemplo, o submarino líder da classe Yasen, o Severodvinsk, é o K-560). O K representa a palavra Kreiser (Крейсер), que significa Cruzador. O imenso deslocamento dos submarinos da classe Typhoon, comparável ao de várias classes de porta-aviões, levou à sua classificação como Cruzadores Pesados (Тяжелый Крейсер).
Além do armamento de mísseis, a classe Typhoon possuía seis tubos de torpedo, projetados para lançar mísseis RPK-2 (SS-N-15) ou torpedos Tipo 53. Um submarino da classe Typhoon podia permanecer submerso por até 120 dias em condições normais, e potencialmente por mais tempo, se necessário (por exemplo, em caso de guerra nuclear). Seu principal sistema de armas era composto por 20 mísseis balísticos lançados por submarino R-39 (SS-N-20), cada um com capacidade para até dez ogivas nucleares MIRV (veículos de reentrada com alvos independentes). Tecnicamente, os Typhoons eram capazes de lançar seus mísseis nucleares de longo alcance mesmo atracados em seus portos.
Os submarinos da classe Typhoon apresentavam múltiplos cascos de pressão, o que simplificava o projeto interno, mas tornava a embarcação muito mais larga do que um submarino convencional. No corpo principal do submarino, dois longos cascos de pressão correm paralelamente, com um terceiro casco de pressão menor posicionado acima deles (projetando-se logo abaixo da vela), e dois outros cascos para os torpedos e os sistemas de direção. Isso também aumentava significativamente sua capacidade de sobrevivência, mesmo que um dos cascos de pressão fosse rompido, os tripulantes nos outros permaneciam seguros e que havia menor risco de alagamento. Os mísseis balísticos eram posicionados entre os dois cascos de pressão principais, com seus tubos de lançamento protegidos apenas pelo casco externo “leve”.
O Typhoon era capaz de navegar a 28 nós (52 km/h ou 32 mph) quando submerso.

## Unidades
| Nº     | Nome            | Quilha batida           | Lançamento             | Comissionamento        | Esquadra       | Status                                                                                                   |
| ------ | --------------- | ----------------------- | ---------------------- | ---------------------- | -------------- | --- |
| TK-208 | Dmitriy Donskoi | 30 de junho de 1976     | 27 de setembro de 1979 | 23 de dezembro de 1981 |                | Descomissionado em 6 de fevereiro de 2023                                                                |
| TK-202 | TK-202          | 22 de abril de 1978     | 23 de setembro de 1982 | 28 de dezembro de 1983 |                | Retirado do serviço ativo em junho de 1999, desmantelado com apoio financeiro dos EUA[carece de fontes?] |
| TK-12  | Simbirsk        | 19 de abril de 1980     | 17 de dezembro de 1983 | 26 de dezembro de 1984 | Frota do Norte | Retirado do serviço ativo em 1996, desmantelado entre 2006–2008[carece de fontes?]                       |
| TK-13  | TK-13           | 23 de fevereiro de 1982 | 30 de abril de 1985    | 26 de dezembro de 1985 |                | Retirado do serviço ativo em 1997, desmantelado entre 2007–2009                                          |
| TK-17  | Arkhangelsk     | 9 de agosto de 1983     | 12 de dezembro de 1986 | 15 de dezembro de 1987 |                | Descomissionado em 2006 ou 2013                                                                          |
| TK-20  | Severstal       | 27 de agosto de 1985    | 11 de abril de 1989    | 19 de dezembro de 1989 |                | Descomissionado em 2004 ou 2013                                                                          |
| TK-210 | TK-210          | 1986                    | —                      | —                      | —              | Inacabado, desmontado antes de ser concluído                                                             |

## Linha do tempo
TK-208 Dmitriy Donskoy (Typhoon nº 1)
- 10 de fevereiro de 1982: Ingressou na 18ª Divisão (Zapadnaya Litsa), Frota do Norte.
- Dezembro de 1982: Transferido de Severodvinsk para Zapadnaya Litsa.
- 1983–1984: Testes do complexo de mísseis D-19. Comandante: A. V. Olkhovikov (1980–1984).[carece de fontes?]
- 3 de dezembro de 1986: Ingressou no Conselho da Marinha dos Vencedores da Competição Socialista.
- 18 de janeiro de 1987: Ingressou no Conselho de Glória do Ministério da Defesa.[carece de fontes?]
- 20 de setembro de 1989 – 1991: Reparos e modernização no estaleiro Sevmash, para o Projeto 941U. Modernização de 1991 foi cancelada.
- 1996: Retorno ao plano de modernização 941U.
- 2002: Recebeu o nome Dmitriy Donskoy.
- 26 de junho de 2002: Fim da modernização.
- 30 de junho de 2002: Início dos testes.
- 26 de julho de 2002: Iniciou testes no mar e retornou à frota, sem sistemas de mísseis.
- Dezembro de 2003: Testes no mar; reformado para carregar o novo sistema de mísseis Bulava. Sistema previsto para estar operacional em 2005.
- 9 de outubro de 2005: Lançamento bem-sucedido do míssil Bulava SS-NX-30 da superfície.
- 21 de dezembro de 2005: Lançamento bem-sucedido do Bulava SS-NX-30 em imersão, com o submarino em movimento.
- 7 de setembro de 2006: Lançamento de teste do míssil Bulava falhou após alguns minutos de voo devido a problemas no sistema de controle de voo. O míssil caiu no mar cerca de um minuto após o lançamento. O submarino não foi afetado e retornou submerso à base de Severodvinsk. Relatórios posteriores atribuíram a falha ao motor do primeiro estágio.
- 25 de outubro de 2006: Lançamento de teste do míssil Bulava-M no Mar Branco falhou cerca de 200 segundos após o lançamento, aparentemente devido a falha no sistema de controle de voo.
- 28 de agosto de 2008: Passou por testes bem-sucedidos no estaleiro Sevmash, em Severodvinsk, Oblast de Arcangel. Mais de 170 pessoas participaram, 100 da planta Sevmash e 70 de outras empresas.
- 20 de julho de 2022: Descomissionado.
- 20 de março de 2025: O submarino está previsto para se tornar um museu militar em São Petersburgo. [11]

TK-17 Arkhangelsk (Typhoon nº 5)

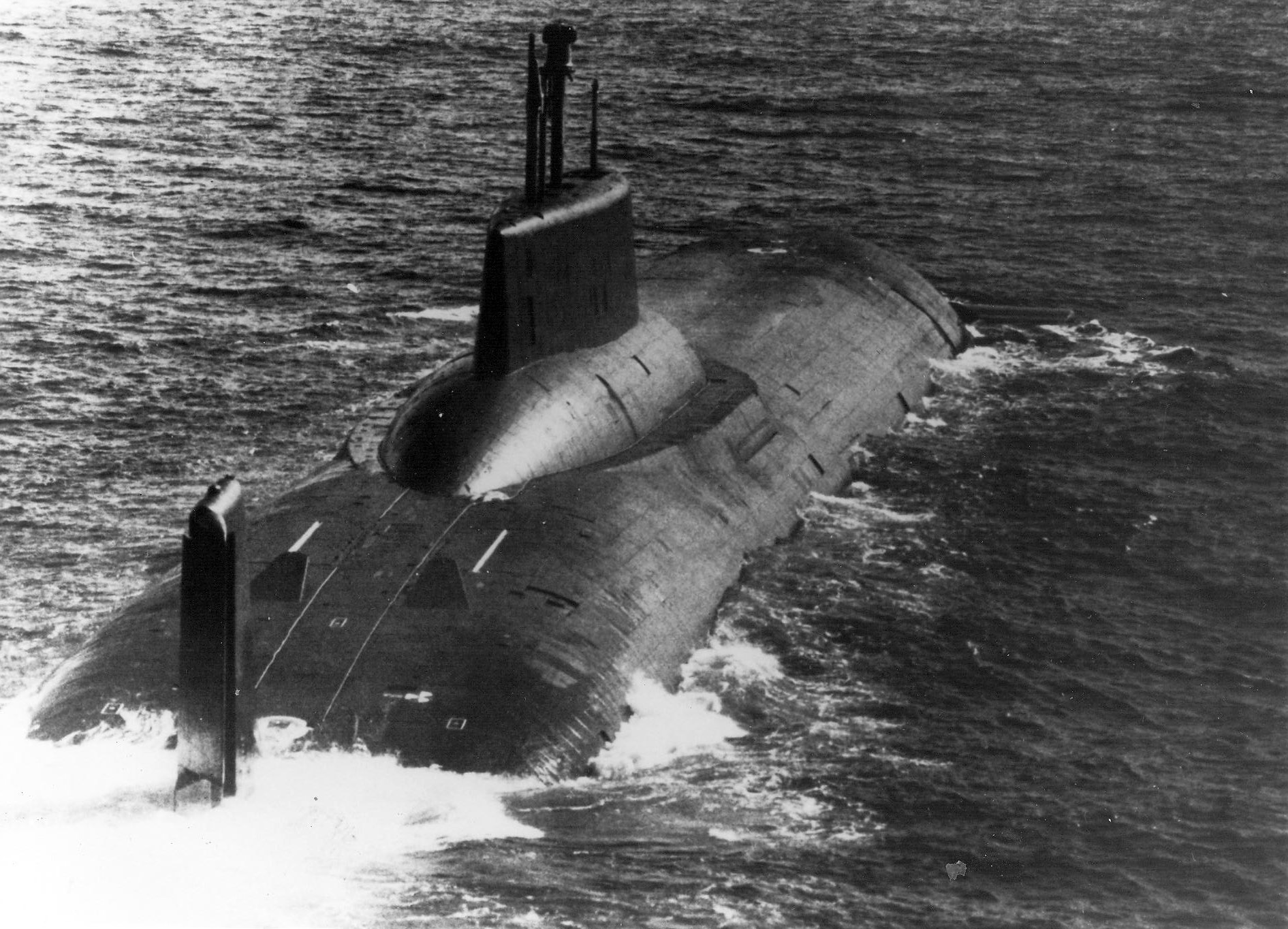
Submarino da classe Typhoon na superfície em 1985

- 9 de fevereiro de 1988: Ingressou na 18ª Divisão (Zapadnaya Litsa), Frota do Norte.
- Setembro de 1991: Foi danificado após explosão de um míssil balístico (SLBM) no silo de lançamento.[12]
- 8 de janeiro a 9 de novembro de 2002: Modernização no estaleiro Sevmash.
- Julho de 2002: A tripulação solicitou ao Quartel-General da Marinha a adoção do nome Arkhangelsk (renomeado oficialmente em 18 de novembro de 2002).
- Comandante: V. Volkov (2002–2003).
- 17 de fevereiro de 2004: Participou de exercícios militares com o presidente Vladimir Putin a bordo.

- Descomissionado em 2006 e preservado. Uma proposta para conversão para o papel de lançador de mísseis de cruzeiro foi considerada em 2019, mas considerada improvável.[13]

TK-20 Severstal (Typhoon nº 6)

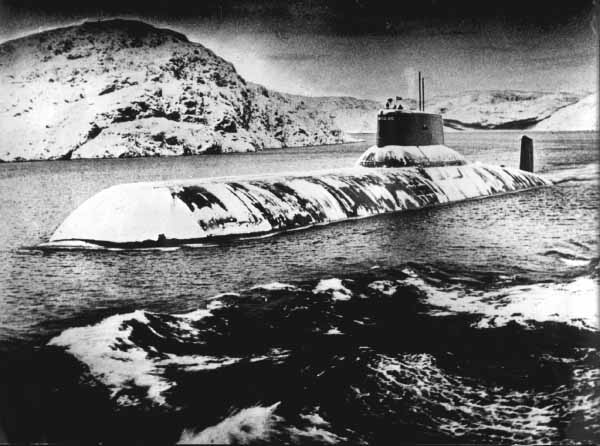
TK-202 da classe Typhoon coberto de gelo

- 28 de fevereiro de 1990: Ingressou na 18ª Divisão (Zapadnaya Litsa), Frota do Norte.

- 25 de agosto de 1996: Lançamento bem-sucedido de míssil balístico (SLBM).
- Novembro de 1996: Lançamento bem-sucedido de SLBM a partir do Polo Norte.

- 24 de julho de 1999: Participou de parada no Dia da Marinha, em Severomorsk, Frota do Norte.
- Novembro–dezembro de 1999: Cruzeiro de longa distância.
- 2001: Renomeado como Severstal.
- Junho de 2001 a dezembro de 2002: Reparos no estaleiro Sevmash.
- Comandante: A. Bogachev (2001).[carece de fontes?]
- Descomissionado em 2004 ou 2013 e preservado. Proposta de conversão para lançador de mísseis de cruzeiro foi considerada em 2019, mas considerada improvável.[13]

## Livro
O autor Tom Clancy, em seu livro "A Caçada ao Outubro Vermelho" narra a jornada de um submarino russo da classe Typhoon, cujo capitão tenta desertar para os Estados Unidos.